# 美澤修
美澤 修（みさわ おさむ、1968年 - ）は日本のクリエイティブディレクター、アートディレクター、グラフィックデザイナー。
omdr株式会社代表取締役、東京造形大学教授、株式会社オロ顧問、JAGDA会員。

## 略歴
1968年生まれ。1989年渡米。
1992年にSchool of Visual Arts（NYC）を卒業し、Javier Romero Design Group（NY）に入社。1998年、日本への帰国後、美澤修デザイン室を設立。
2008年11月、omdr（オーエムディーアール）株式会社をスタート。 
主な仕事に、エース損害保険株式会社のCI、シャネル GINZAのサインデザイン、ロエベファサードデザイン、フランク・ミュラー広告、野村不動産広報誌『PROUD』アートディレクション、葉山SCAPESのクリエイティブディレクション、ラッシュ ジャパンのブランディングムービーなど。

## 主な仕事
- エース損害保険  CI
- シャネル  GINZA サインデザイン
- ロエベ  ファサードデザイン
- カネボウ化粧品  LUNASOL、Impress アートディレクション
- ワールド  COCOSHNIK アートディレクション
- フランク・ミュラー 広告
- カルティエ  アートディレクション
- ベネッセコーポレーション  アートディレクション
- 日本ペットフード  クリエイティブディレクション
- クラシエホールディングス  アートディレクション
- 野村不動産  広報誌『PROUD』アートディレクション
- 葉山SCAPES クリエイティブディレクション
- ラッシュ ジャパン ブランディングムービー
- 振興電気 CI、クリエイティディレクション
- MTG FORMA VITA エグゼクティブクリエイティブディレクション
- MTG INBEAUTE エグゼクティブクリエイティブディレクション
- 桑山 （DIADDICT） クリエイティブディレクション

## 著作
- OSAMU MISAWA direction Style in Style（omdr刊、ISBN 978-4907321000）
- グラフィックデザイナーのサインデザイン（誠文堂新光社刊、ISBN 978-4416609262）

## 主な受賞歴
- Bruno Graphic Design International Biennial 2000（CZECH REP）
- New York Art Directors Club Annual 2007（USA）
- red dot design award 2012/2013（GERMANY）
- New York Graphis Design Annual 2013 PLATINUM（USA）
- Communication Arts Typography Annual 2014（USA）
- Type Directors Club Annual 2014（USA）
- New York Graphis Poster Annual 2015 GOLD, SILVER (USA)
- New York Graphis Design Annual 2015 (USA)
- New York Graphis Advertising Annual 2016 GOLD (USA)
- Architectural Record 2016 Advertising Excellence Awards (USA)
- New York Graphis Advertising Annual 2017 jury (USA)
- JPDA – Japan Package Design Association Annual 2019 (JAPAN)
- D&AD AWARDS 2020 Wood Pencil (UK)
- reddot award : Brand & Communication Design 2020. reddot winner 2020 (Germany)
- 東京造形大学におけるブランドムービーがデザイン賞 reddot design 2022で受賞 * red dot design award 2022 (Germany)